# IC 4038
IC 4038 је лентикуларна галаксија у сазвјежђу Ловачки пси која се налази на листи објеката дубоког неба у Индекс каталогу.
Деклинација објекта је + 37° 2' 23" а ректасцензија 13h 0m 21,7s. Привидна величина (магнитуда) објекта IC 4038 износи 15,3 а фотографска магнитуда 16,3. IC 4038 је још познат и под ознакама NPM1G +37.0380, PGC 214051.